# Sempu (Sulawesi)
Pour les articles homonymes, voir Sempu.
Le Sempu, en indonésien Gunung Sempu, est un volcan d'Indonésie situé dans le Nord de Sulawesi.